# Dynastia Maurjów
Dynastia Maurjów – ród panujący w północnych częściach Indii w latach ok. 320–180 p.n.e.

## Dojście do władzy i rządy
W czasie podboju Persji przez Aleksandra Macedońskiego, Grecy zajęli w 325 p.n.e. również perskie terytoria w dolinie rzeki Indus. Wojska macedońskie nie miały jednak już ochoty na dalszy podbój subkontynentu indyjskiego i Aleksander ze swą armią zawrócił do Babilonu. Po jego śmierci terytorium Indusu weszło w skład nowo powstałego królestwa Seleukidów, rządzących w Mezopotamii.
W tym czasie na Półwyspie  istniało kilka hinduskich królestw, z których największym było Królestwo Magadha, zajmujące całą północną część półwyspu. Jego władca Ćandragupta, po rozpadzie imperium Aleksandra wykupił od Seleukosa I obszary dorzecza Indusu za 500 słoni bojowych, powiększył również terytorium swego kraju na wschodzie subkontynentu. Ćandragupta w ciągu 24 lat swego panowania stworzył silne scentralizowane państwo i przeprowadził wielkie roboty melioracyjne, poprzez regulację rzek i budowę licznych kanałów nawadniających. Dał też początek dynastii królewskiej Maurjów.
Największy rozkwit i pomyślność królestwo Magadha przeżywało za panowania króla Aśoki (269–231 p.n.e.) z dynastii Maurjów. Państwo osiągnęło wtedy swój największy zasięg terytorialny, obejmując w swych granicach, głównie w drodze krwawych podbojów, prawie całą północną i środkową część półwyspu oraz część dzisiejszego Iranu i Afganistanu.
W drugiej połowie swego panowania Aśoka, odczuwając wyrzuty sumienia za setki tysięcy ofiar swoich wojen, stał się buddystą. Starał się rządzić pokojowo, wielkodusznie, według buddyjskich zasad moralnych, złagodził kodeks karny, propagował wegetarianizm. Wysyłał liczne misje dyplomatyczne i nawiązał przyjazne kontakty z Egiptem, Syrią, Macedonią i sąsiednimi krajami. Pozyskał dla buddyzmu między innymi Cejlon. Rozbudował aparat administracyjny, w wielu miejscach cesarstwa kazał ustawić kamienne kolumny z wyrytymi opisami ważnych wydarzeń i edyktów państwowych. Za jego panowania bardzo rozwinął się eksport do Europy przypraw korzennych, jedwabi i kamieni szlachetnych.

## Władcy imperium Maurjów
- Ćandragupta Maurja (322–300 p.n.e.[1]) – założyciel dynastii.
- Bindusara (300–272 p.n.e.)
- Aśoka Wielki (273–232 p.n.e.)
- Dasaratha Maurja (232–224 p.n.e.)
- Samprati Maurja (224–215 p.n.e.)
- Salisuka Maurja (215–202 p.n.e.)
- Devavarman Maurja (202–195 p.n.e.)
- Satadhanvan Maurja (195–187 p.n.e.)
- Brhadrata Maurja (187–185 p.n.e.) – zamordowany przez generała Pusyamitra Sunga, założyciela dynastii Sunga